# Jakob Greber (sciatore)
Jakob Greber (13 aprile 2003) è uno sciatore alpino austriaco.

## Biografia
Specialista delle prove tecniche originario di Mellau e figlio di Christian e Cornelia Meusburger, a loro volta sciatori alpini, Jakob Greber, attivo dal novembre del 2019, ha esordito in Coppa Europa il 28 febbraio 2021 a Oberjoch in slalom speciale, senza completare la prova; sia ai Mondiali juniores di Sankt Anton am Arlberg 2023 sia a quelli di Alta Savoia 2024 ha vinto la medaglia di bronzo nella combinata a squadre. Non ha debuttato in Coppa del Mondo e non ha preso parte a rassegne olimpiche o iridate.

## Palmarès

### Mondiali juniores
- 2 medaglie:
  - 2 bronzi (combinata a squadre a Sankt Anton am Arlberg 2023; combinata a squadre ad Alta Savoia 2024)

### Coppa Europa
- Miglior piazzamento in classifica generale: 58º nel 2025